# Carlo Linati
Carlo Linati (* 25. April 1878 in Como; † 11. Dezember 1949 in Rebbio, Fraktion von Como) war ein italienischer Schriftsteller.

## Biografie
Linati verbrachte als Kind seine Ferien in Gravedona, wo seine Mutter herstammte. Ab 1899 studierte er an der Juristischen Fakultät der Universität Turin (in Turin studierte er später auch Malerei) und schloss sein Studium 1906 an der Universität Parma ab. Nach seiner Rückkehr in die Lombardei war er einige Zeit Anwalt in Mailand.
Noch vor dem Ersten Weltkrieg wurde er als Schriftsteller, Essayist und reisender Journalist tätig. Er arbeitete mit dem italienischen Touring Club zusammen, in dessen Auftrag er Geschichten über Reisen und Natur-Entdeckungen schrieb und dafür u. a. mit dem Auto, Zug, Fahrrad und dem sogenannten „Ultra-Slow“ durch Europa reiste. Viele seiner Romane und Kurzgeschichten spielen in der Lombardei und in Insubria.
Sein Debüt ist auf einige allegorische Geschichten zurückzuführen, wie The Green Court von 1906 und andere Kurzgeschichten, eins seiner bevorzugten Genres. 1909 schrieb er einen Roman mit dem Titel Duccio da Bontà, dessen Protagonisten zwei junge Menschen sind, die ihren Kontakt mit der Natur intensiv erleben. 1922 erschien Pubertà e altre storie (Pubertät und andere Geschichten), 1926 folgte Storie di bestie e fantasmi (Geschichten von Tieren und Geistern).
Linati schrieb Artikel für La Stampa, Corriere della Sera, das Reiseblatt Verde e Azzurro und die Literaturmagazine Il Convegno und La Voce. Er pflegte Kontakte zu Cesare Angelini und Carlo Emilio Gadda. 1925 gehörte er zu den Unterzeichnern des Manifests der antifaschistischen Intellektuellen von Benedetto Croce, nicht aus politischen Gründen, sondern wegen der bürgerlichen Ablehnung der Entwicklung der faschistischen Bewegung.
Linati war auch Autor verschiedener Prosawerke und einiger Hörspiele, die zuerst von EIAR und dann von RAI ausgestrahlt wurden, darunter das Hörspiel Angeli e colori mit Musik von Arrigo Pedrollo.

### Übersetzer
1913 reiste Linati nach Irland, wo er das neue irische Nationaltheater von John Millington Synge, William Butler Yeats, Lady Gregory und Sean O’Casey kennenlernte. 1918 erhielt er den ersten Brief von James Joyce mit dem Vorschlag, eine seiner Kurzgeschichten zu übersetzen. Dieser Brief markiert den Beginn einer großen Korrespondenz, die erst mit dem Tod von Joyce endete.
Linati wurde ein bedeutender Übersetzer wichtiger englischer Autoren ins Italienische, neben James Joyce auch Werke von Charles Dickens und David Herbert Lawrence. Joyce verfasste für Carlo Linati ein Schema der Struktur seines Romans Ulysses vor, das als Linati Schema bekannt ist.

## Literarische Werke
- Il tribunale verde, Officine grafiche De Castiglione, Milano (1906)
- Cristabella, Tipografia Enrico Zerboni, Milano (1909)
- Porto Venere, Vittorio Omarini Editore, Como (1910); Nerosubianco, 2009, ISBN 9788889056417
- Duccio da Bontà, Puccini Editore, Ancona (1912)
- Doni della Terra, Studio Editoriale Lombardo di Mino Facchi (1915)
- Barbogeria, Studio Editoriale Lombardo di Mino Facchi (1917); Oedipus, 2014, ISBN 9788873411659
- Sulle orme di Renzo in Quaderni della Voce, Roma (1919)
- Nuvole e paesi, Vallecchi, Firenze (1919)
- Amori erranti. Figure ed episodi, Studio Editoriale Lombardo di Mino Facchi, Milano (1922)
- Issione il polifoniarca, Bottega di Poesia, Milano (1922)
- Malacarne, Bemporad, Firenze (1922)
- Le tre pievi, Il Convegno, Milano (1922)
- Scrittori anglo-americani d'oggi, Corticelli, Milano (1932)
- Storie di bestie e fantasmi, Treves, Milano (1925)
- Pubertà e altre storie, Morreale, Milano (1926)
- Due, Corbaccio, Milano (1928)
- La principessa delle stelle, Corbaccio, Milano (1929)
- Strade perdute, Ribet, Torino (1929)
- La regione dei laghi, Nemi, Firenze (1931)
- Le pianelle del signore, Carabba, Lanciano (1932)
- Il re dello scoglio, Corticelli, Milano (1933)
- Concerto variato, Emiliano degli Orfini, Genova (1933)
- Cantalupa, Treves, Milano (1935)
- Sinfonia alpestre, Treves, Milano (1937)
- Passeggiate lariane, Garzanti, Milano (1939); Il Polifilo, 2009, ISBN 9788870503432
- A vento e sole, Società Subalpina Editrice, Torino (1939)
- Un giorno sulla dolce terra, Ceschina, Milano (1941)
- Decadenza del vizio e altri pretesti, Bompiani, Milano (1941)
- Quartiere cinese, Collana “Il Fiore”, Biblioteca dell'Arte e di Cultura, Milano (1942)
- Aprilante, Tumminelli, Roma (1942)
- Arrivi, Rizzoli, Milano-Roma (1944)
- Due tempi in provincia, Ultra, Milano (1944)
- Nerone secondo, Martello, Milano (1944)
- Disegni di Ugo Bernasconi, Hoepli, Milano (1944) o (1945)
- Il bel Guido, Gentile, Milano (1945)
- La giornata del rinfaccio, Bompiani, Milano (1945)
- Milano d'allora, Domus, Milano (1946); Massimiliano Boni Editore, 1998, ISBN 9788876224164

## Artikel
- In nero, in La Gazzetta Letteraria, agosto (1899)
- Artikel für die Reihe Scrittori anglo-americani d'oggi , die im gleichnamigen Werk von 1932 gesammelt und ursprünglich zwischen 1924 und 1932 in Il Corriere della Sera, La Stampa, Pegaso und La Nuova Antologia veröffentlicht wurden.

## Übersetzungen
- Robert Louis Stevenson: Die neuen arabischen Nächte, La Voce, Rom (1920)
- Robert Louis Stevenson: Raiahs Diamanten, La Voce, Rom (1920)
- Thomas de Quincey: Klopfen Sie an Macbeths Tür (On the Knocking at the Gate in Macbeth). Caddeo, Mailand (1921)
- Thomas de Quincey: Attentat und andere Prosa, Caddeo, Mailand (1922)
- James Joyce: einige Passagen von Ulysses, in „Il Convegno“, n. 11–12 (1926)
- James Joyce: Exil, Rose und Ball (1944)
- James Joyce, Stefano-Held, Mondadori, Mailand, Serie „Il ponte“, 312 Seiten mit 8 Illustrationen von Luigi Broggini (1950)
- Henry James: Der Amerikaner, Mondadori, Mailand (1934)
- Henry James: Porträt einer Dame, Einaudi, Turin, (1943)

## Hörspiele
- La pista infernale, Hörspiel in einem Akt, wurde am 12. Februar 1931 ausgestrahlt
- Il popolo della collina, Radiogeschichte in einem Akt, ausgestrahlt am 14. März 1934
- Il processo delle voci, Radiocommedia in drei Akten, von Carlo Linati und Mario Lazzari unter der Regie von Alberto Casella , ausgestrahlt am 26. Oktober 1937
- Angeli e colori, Hörspiel, Musik von Arrigo Pedrollo unter der Regie von Pietro Masserano Taricco mit Salvo Randone , ausgestrahlt am 6. Mai 1950